# Paz (Name)
Paz (spanisch und portugiesisch paz, lateinisch pāx ‚Friede‘) ist ein weiblicher Vorname bzw. Familienname.

## Vorname
Paz ist die Kurzform des spanischen weiblichen Vornamens María de la Paz oder des portugiesischen Maria da Paz.
- Paz Lenchantin (* 1973), argentinisch-US-amerikanische Musikerin mit französischen Wurzeln
- Paz Vega (* 1976), spanische Schauspielerin
- Paz de la Huerta (* 1984), US-amerikanische Schauspielerin und Model

### Fiktive Namensträger
- Paz Ortega Andrade, eine Figur der Metal-Gear-Computerspielreihe

## Familienname
- Abel Paz (1921–2009), spanischer Anarchist und Schriftsteller
- Agustín Fernández Paz (1947–2016), spanischer Schriftsteller
- Ana Miranda Paz (* 1971), spanisch-galicische Politikerin
- Aníbal Paz (1917/18–2013), uruguayischer Fußballspieler
- Antón Paz (* 1976), spanischer Segler
- Augusto Alejandro Zúñiga Paz († 2005), peruanischer Rechtsanwalt
- Aurélio Paz dos Reis (1862–1931), portugiesischer Filmregisseur und Florist
- Carlos Moreyra y Paz Soldán (1898–1981), peruanischer Politiker, Zweiter Vizepräsident und Premierminister
- Carlos M. Paz Cordero (* 1930), mexikanischer Diplomat
- Claudia Paz y Paz Bailey (* 1967), guatemaltekische Juristin
- Cristian Paz (* 1988), uruguayischer Fußballspieler
- David González Paz (* 1997), spanischer Fußballspieler
- Edmundo Paz Soldán (* 1967), bolivianischer Schriftsteller
- Eduardo Paz (* 1981), spanischer Eishockeyspieler
- Erel Paz (* 1974), israelischer Komponist
- Eréndira Araceli Paz Campos (* 1961), mexikanische Diplomatin
- Fernando Suárez Paz (1941–2020), argentinischer Violinist
- Geovanni Mauricio Paz Hurtado (* 1962), ecuadorianischer Geistlicher, Bischof von Latacunga
- Hugo Díaz de la Paz (* 1953), mexikanischer Fußballspieler
- Jaime Paz Zamora (* 1939), bolivianischer Politiker, Staatspräsident 1989 bis 1993
- Juan Paz y Miño, ecuadorianischer Historiker und Publizist
- Juan Carlos Paz (Komponist) (1897–1972), argentinischer Komponist
- Juan Carlos Paz (Fußballspieler, 1944) (* 1944), uruguayischer Fußballspieler
- Juan Carlos Paz (Fußballspieler, 1958) (* 1958), uruguayischer Fußballspieler
- Juan Carlos Paz (Fußballspieler, 1970) (* 1970), bolivianischer Fußballspieler
- Juan José Paz (Musiker) (1921–1970), argentinischer Tangopianist, -komponist und Bandleader
- Juan José Paz (Judoka) (* 1980), bolivianischer Judoka
- Juan Pablo Paz (* 1995), argentinischer Tennisspieler
- Jucinara Thais Soares Paz (* 1993), brasilianische Fußballspielerin
- Ladislau Paz (1903–1994), brasilianischer Ordensgeistlicher, Bischof von Corumbá
- Luis Paz (Fußballspieler, 1942) (1942–2015), kolumbianischer Fußballspieler
- Luis Paz (Schwimmer) (* 1945), peruanischer Schwimmer
- Luis Paz (Fußballspieler, 2004) (* 2004), bolivianischer Fußballspieler
- Magdeleine Paz (1889–1973), französische Schriftstellerin, Journalistin und Feministin
- Manuel María Paz (1820–1902), kolumbianischer Soldat, Kartograf und Zeichner
- María Inmaculada Paz-Andrade (1928–2022), galicische Physikerin
- María de la Paz von Spanien (1862–1946), Infantin von Spanien und Prinzessin von Bayern
- María de la Paz Luna Félix (* 1962), mexikanische Badmintonspielerin
- María de la Paz Vilas Dono (* 1988), spanische Fußballspielerin
- María Paz Ríos (* 1989), chilenische Speerwerferin
- Mariano Paz Soldán (1821–1886), peruanischer Historiker und Geograph
- Mariano de la Paz Graëlls y de la Aguera (1809–1898), spanischer Zoologe, Arzt und Botaniker
- Mariano Rivera Paz (1804–1849), guatemaltekischer Politiker, Präsident 1839 bis 1841 und 1842 bis 1844
- Maurice Paz (1896–1985), französischer Rechtsanwalt und Politiker
- Máximo Paz (Politiker) (1851–1931), argentinischer Politiker
- Mercedes Paz (* 1966), argentinische Tennisspielerin
- Miguel Paz Barahona (1863–1937), honduranischer Politiker, Präsident 1925 bis 1929
- Miguel Prado Paz (1905–1987), mexikanischer Komponist
- Nico Paz (* 2004), argentinisch-spanischer Fußballspieler
- Octavio Paz (1914–1998), mexikanischer Schriftsteller und Diplomat
- Ophir Pines-Paz (* 1961), israelischer Politiker
- Pablo Paz (* 1973), argentinischer Fußballspieler und -trainer
- Policarpio Juan Paz García (1932–2000), honduranischer Politiker, Präsident 1978 bis 1982
- Rafael Paz (* 1965), spanischer Fußballspieler
- Raúl Paz (* 1969), kubanischer Sänger und Komponist
- Remberto Iriarte Paz (* 1919), bolivianischer General und Diplomat
- Roberto Francisco Ferrería Paz (* 1953), uruguayischer Geistlicher, Bischof von Campos
- Rodrigo Paz Delgado (1933–2021), ecuadorianischer Politiker
- Rodrigo Paz Pereira (* 1967), bolivianischer Politiker
- Rodrigo Paz (Ruderer), chilenischer Ruderer
- Rosa Maria Paz (* 1973), spanische Schauspielerin
- Rubén Paz (* 1959), uruguayischer Fußballspieler
- Sharon Paz (* 1969), israelische Video- und Performancekünstlerin
- Stefano Paz (* 1995), peruanischer Diskuswerfer
- Suma Paz (1939–2009), argentinische Sängerin, Komponistin und Gitarristin
- Valentín Paz-Andrade (1898–1987), galicischer Jurist, Schriftsteller und Journalist
- Victor Paz (1932–2021), panamaischer Jazztrompeter
- Víctor Paz Estenssoro (1907–2001), bolivianischer Politiker
- Vinnie Paz (* 1977), US-amerikanischer Rapper und Texter
- Yessica Maria Paz Hidalgo (* 1989), venezolanische Volleyballspielerin